# Amir Ghalenoei
Amir Ghalenoei (in persiano امیر قلعه‌نویی‎; Teheran, 21 novembre 1963) è un allenatore di calcio ed ex calciatore iraniano, di ruolo centrocampista, commissario tecnico della nazionale iraniana.

## Carriera

### Giocatore

#### Club
Ha cominciato a giocare in patria, al Rah Ahan. Nel 1982 è passato allo Shanin. Nel 1987 si è trasferito in Qatar, all'Al-Sadd. Nel 1989 è tornato in patria, venendo acquistato dall'Esteghlal. Ha concluso la propria carriera di calciatore nel 1997.

#### Nazionale
Ha debuttato nella nazionale iraniana nel 1986. Ha fatto parte della rosa della nazionale fino al 1996. Ha collezionato in totale, con la maglia dell'Iran, 16 presenze.

### Allenatore
Ha cominciato la propria carriera nel 1999, allenando il Keshavarz. Nel 2001 è diventato allenatore del Bargh Tehran. Nel 2002 ha firmato un contratto con l'Esteghlal Ahvaz. Nel 2003 è stato ingaggiato dall'Esteghlal. Il 19 luglio 2006 è stato nominato commissario tecnico della Nazionale iraniana, con cui ha partecipato alla Coppa d'Asia 2007. Ha mantenuto l'incarico fino al 20 luglio 2007. Nel gennaio del 2008 è diventato allenatore del Mes Kerman. Nell'estate del 2008 è stato ingaggiato dall'Esteghlal. Nel 2009 ha firmato un contratto con il Sepahan. Nel 2011 è stato chiamato ad allenare il Tractor Sazi. Nel 2012 ha firmato un contratto con l'Esteghlal. Il 16 luglio 2015 viene ufficializzato il suo trasferimento al Malavan. Poche settimane dopo, il 10 agosto 2015, interrompe il proprio rapporto con la società. Il 10 dicembre 2015 diventa allenatore del Tractor Sazi. Nel giugno del 2017 firma un contratto con lo Zob Ahan, che guida per una stagione. Dal 2018 al 2020 allena nuovamente il Sepahan. Nel settembre 2020 assume la guida del Gol Gohar e nel marzo 2023 anche quella della nazionale iraniana.

## Statistiche

### Statistiche da allenatore

#### Nazionale iraniana
| Squadra | Naz             | dal            | al             | dal           | al       | Record | Record | Record | Record | Record | Record | Record | Record     |
| Squadra | Naz             | dal            | al             | dal           | al       | G      | V      | N      | P      | GF     | GS     | DR     | % Vittorie |
| ------- | --------------- | -------------- | -------------- | ------------- | -------- | ------ | ------ | ------ | ------ | ------ | ------ | ------ | ---------- |
| Iran    | Iran (bandiera) | 19 luglio 2006 | 20 luglio 2007 | 20 marzo 2023 | in corso | 45     | 32     | 11     | 2      | 102    | 32     | +70    | 71,11      |

#### Panchine da commissario tecnico della nazionale iraniana
| Cronologia completa delle presenze e delle reti in nazionale ― Iran | Cronologia completa delle presenze e delle reti in nazionale ― Iran | Cronologia completa delle presenze e delle reti in nazionale ― Iran | Cronologia completa delle presenze e delle reti in nazionale ― Iran | Cronologia completa delle presenze e delle reti in nazionale ― Iran | Cronologia completa delle presenze e delle reti in nazionale ― Iran | Cronologia completa delle presenze e delle reti in nazionale ― Iran               | Cronologia completa delle presenze e delle reti in nazionale ― Iran |
| Data                                                                | Città                                                               | In casa                                                             | Risultato                                                           | Ospiti                                                              | Competizione                                                        | Reti                                                                              | Note                                                                |
| ------------------------------------------------------------------- | ------------------------------------------------------------------- | ------------------------------------------------------------------- | ------------------------------------------------------------------- | ------------------------------------------------------------------- | ------------------------------------------------------------------- | --------------------------------------------------------------------------------- | ------------------------------------------------------------------- |
| 8-8-2006                                                            | Teheran                                                             | Iran                                                                | 1 – 0                                                               | Emirati Arabi Uniti                                                 | Amichevole                                                          | Reza Enayati                                                                      |                                                                     |
| 16-8-2006                                                           | Teheran                                                             | Iran                                                                | 1 – 1                                                               | Siria                                                               | Qual. Coppa d'Asia 2007                                             | Javad Nekounam                                                                    | Cap: M.Mahdavikia                                                   |
| 2-9-2006                                                            | Seul                                                                | Corea del Sud                                                       | 1 – 1                                                               | Iran                                                                | Qual. Coppa d'Asia 2007                                             | Vahid Hashemian                                                                   | Cap: M.Mahdavikia                                                   |
| 6-9-2006                                                            | Damasco                                                             | Siria                                                               | 0 – 2                                                               | Iran                                                                | Qual. Coppa d'Asia 2007                                             | Mohammad Nosrati Javad Nekounam                                                   | Cap: M.Mahdavikia                                                   |
| 4-10-2006                                                           | Amman                                                               | Iran                                                                | 2 – 0                                                               | Iraq                                                                | Amichevole                                                          | -                                                                                 |                                                                     |
| 6-10-2006                                                           | Amman                                                               | Iran                                                                | 0 – 0                                                               | Giordania                                                           | Amichevole                                                          | -                                                                                 |                                                                     |
| 11-10-2006                                                          | Zuoying                                                             | Taipei cinese                                                       | 0 – 2                                                               | Iran                                                                | Qual. Coppa d'Asia 2007                                             | 2 Ali Karimi                                                                      | Cap: M.Mahdavikia                                                   |
| 15-11-2006                                                          | Teheran                                                             | Iran                                                                | 2 – 0                                                               | Corea del Sud                                                       | Qual. Coppa d'Asia 2007                                             | Reza Enayati Hossein Badamaki                                                     | Cap: M.Fekri                                                        |
| 12-1-2007                                                           | Abu Dhabi                                                           | Emirati Arabi Uniti                                                 | 0 – 2                                                               | Iran                                                                | Amichevole                                                          | Rasoul Khatibi (rig.) Ebrahim Sadeqi                                              | Cap: A. Nikbakht                                                    |
| 7-2-2007                                                            | Teheran                                                             | Iran                                                                | 2 – 2                                                               | Bielorussia                                                         | Amichevole                                                          | Rasoul Khatibi Mehdi Rajabzadeh                                                   | Cap: J.Nekounam                                                     |
| 24-3-2007                                                           | Doha                                                                | Qatar                                                               | 0 – 1                                                               | Iran                                                                | Amichevole                                                          | Alireza Vahedi Nikbakht                                                           | Cap: M.Mahdavikia                                                   |
| 3-6-2007                                                            | San Luis Potosí                                                     | Messico                                                             | 4 – 0                                                               | Iran                                                                | Amichevole                                                          | -                                                                                 | Cap: J.Nekounam                                                     |
| 28-6-2007                                                           | Teheran                                                             | Iran                                                                | 4 – 2                                                               | Ghana                                                               | Amichevole                                                          | 2 Reza Enayati Javad Nekounam (rig.) Hadi Aghili                                  | Cap: M.Mahdavikia                                                   |
| 2-7-2007                                                            | Teheran                                                             | Iran                                                                | 8 – 1                                                               | Giamaica                                                            | Amichevole                                                          | 2 Javad Nekounam 2 Mehrzad Madanchi Vahid Hashemian 2 Rasoul Khatibi Reza Enayati | Cap: M.Mahdavikia                                                   |
| 11-7-2007                                                           | Kuala Lumpur                                                        | Iran                                                                | 2 – 1                                                               | Uzbekistan                                                          | Coppa d'Asia 2007 - 1º turno                                        | Seyed Jalal Hosseini Javad Kazemian                                               | Cap: M.Mahdavikia                                                   |
| 15-7-2007                                                           | Kuala Lumpur                                                        | Cina                                                                | 2 – 2                                                               | Iran                                                                | Coppa d'Asia 2007 - 1º turno                                        | Ferydoon Zandi Javad Nekounam                                                     | Cap: M.Mahdavikia                                                   |
| 18-7-2007                                                           | Kuala Lumpur                                                        | Malaysia                                                            | 0 – 2                                                               | Iran                                                                | Coppa d'Asia 2007 - 1º turno                                        | Javad Nekounam (rig.) Andranik Teymourian                                         | Cap: M.Mahdavikia                                                   |
| 22-7-2007                                                           | Kuala Lumpur                                                        | Iran                                                                | 0 – 0 dts (2 - 4 dtr)                                               | Corea del Sud                                                       | Coppa d'Asia 2007 - 1º turno                                        | -                                                                                 | Cap: M.Mahdavikia                                                   |
| 23-3-2023                                                           | Teheran                                                             | Iran                                                                | 1 – 1                                                               | Russia                                                              | Amichevole                                                          | Mehdi Taremi (rig.)                                                               | Cap: E.Hajsafi                                                      |
| 28-3-2023                                                           | Teheran                                                             | Iran                                                                | 2 – 1                                                               | Kenya                                                               | Amichevole                                                          | Mohammad Mohebi Ramin Rezaian                                                     | Cap: E.Hajsafi                                                      |
| 13-6-2023                                                           | Biškek                                                              | Iran                                                                | 6 – 1                                                               | Afghanistan                                                         | CAFA Nations Cup 2023 - 1º turno                                    | Sardar Azmoun 3 Mehdi Taremi 1 (rig.) Alireza Jahanbakhsh Reza Asadi              | Cap: E.Hajsafi                                                      |
| 16-6-2023                                                           | Biškek                                                              | Kirghizistan                                                        | 1 – 5                                                               | Iran                                                                | CAFA Nations Cup 2023 - 1º turno                                    | 3 Mehdi Taremi 1 (rig.) 2 Sardar Azmoun                                           | Cap: E.Hajsafi                                                      |
| 20-6-2023                                                           | Tashkent                                                            | Uzbekistan                                                          | 0 – 1                                                               | Iran                                                                | CAFA Nations Cup 2023 - Finale                                      | Sardar Azmoun                                                                     | Cap: E.Hajsafi                                                      |
| 7-9-2023                                                            | Plovdiv                                                             | Bulgaria                                                            | 0 – 1                                                               | Iran                                                                | Amichevole                                                          | Mohammad Mohebi                                                                   | Cap: E.Hajsafi                                                      |
| 12-9-2023                                                           | Teheran                                                             | Iran                                                                | 4 – 0                                                               | Angola                                                              | Amichevole                                                          | 2 Mehdi Taremi Sadegh Moharrami Shahriar Moghanlou                                | Cap: A.Jahanbakhsh                                                  |
| 13-10-2023                                                          | Amman                                                               | Giordania                                                           | 1 – 3                                                               | Iran                                                                | Amichevole                                                          | Sardar Azmoun Mehdi Taremi Mehdi Mamizadeh                                        | Cap: E.Hajsafi                                                      |
| 17-10-2023                                                          | Amman                                                               | Iran                                                                | 4 – 0                                                               | Qatar                                                               | Amichevole                                                          | 2 Hossein Kanaanizadegan Alireza Jahanbakhsh Sardar Azmoun                        | Cap: A.Jahanbakhsh                                                  |
| 16-11-2023                                                          | Teheran                                                             | Iran                                                                | 4 – 0                                                               | Hong Kong                                                           | Qual. Mondiali 2026                                                 | 2 Sardar Azmoun Mehdi Taremi Ramin Rezaian                                        | Cap: E.Hajsafi                                                      |
| 21-11-2023                                                          | Tashkent                                                            | Uzbekistan                                                          | 2 – 2                                                               | Iran                                                                | Qual. Mondiali 2026                                                 | Ramin Rezaian Mehdi Taremi                                                        | Cap: S.Azmoun                                                       |
| 5-1-2024                                                            | Kish                                                                | Iran                                                                | 2 – 1                                                               | Burkina Faso                                                        | Amichevole                                                          | Mehdi Taremi Omid Ebrahimi                                                        | Cap: A.Jahanbakhsh                                                  |
| 9-1-2024                                                            | Al Rayyan                                                           | Indonesia                                                           | 0 – 5                                                               | Iran                                                                | Amichevole                                                          | Saman Ghoddos Rouzbeh Cheshmi Shahriar Moghanlou 2 Mehdi Ghayedi                  | Cap: E.Hajsafi                                                      |
| 14-1-2024                                                           | Al Rayyan                                                           | Iran                                                                | 4 – 1                                                               | Palestina                                                           | Coppa d'Asia 2023 - 1º turno                                        | Karim Ansarifard Shoja Khalilzadeh Mehdi Ghayedi Sardar Azmoun                    | Cap: E.Hajsafi                                                      |
| 19-1-2024                                                           | Doha                                                                | Hong Kong                                                           | 0 – 1                                                               | Iran                                                                | Coppa d'Asia 2023 - 1º turno                                        | Mehdi Ghayedi                                                                     | Cap: A.Jahanbakhsh                                                  |
| 23-1-2024                                                           | Al Rayyan                                                           | Iran                                                                | 2 – 1                                                               | Emirati Arabi Uniti                                                 | Coppa d'Asia 2023 - 1º turno                                        | 2 Mehdi Taremi                                                                    | Cap: E.Hajsafi                                                      |
| 31-1-2024                                                           | Doha                                                                | Iran                                                                | 1 – 1 dts (5 - 3 dtr)                                               | Siria                                                               | Coppa d'Asia 2023 - Ottavi di finale                                | Mehdi Taremi (rig.)                                                               | Cap: E.Hajsafi                                                      |
| 3-2-2024                                                            | Al Rayyan                                                           | Iran                                                                | 2 – 1                                                               | Giappone                                                            | Coppa d'Asia 2023 - Quarti di finale                                | Mohammad Mohebi Alireza Jahanbakhsh (rig.)                                        | Cap: A.Jahanbakhsh                                                  |
| 7-2-2024                                                            | Doha                                                                | Iran                                                                | 2 – 3                                                               | Qatar                                                               | Coppa d'Asia 2023 - Semifinale                                      | Sardar Azmoun Alireza Jahanbakhsh (rig.)                                          | Cap: E.Hajsafi                                                      |
| 21-3-2024                                                           | Tehran                                                              | Iran                                                                | 5 – 0                                                               | Turkmenistan                                                        | Qual. Mondiali 2026                                                 | 2 Hossein Kanaanizadegan Sardar Azmoun Mohammad Mohebi Omid Noorafkan             | Cap: M.Taremi                                                       |
| 26-3-2024                                                           | Ashgabat                                                            | Turkmenistan                                                        | 0 – 1                                                               | Iran                                                                | Qual. Mondiali 2026                                                 | Mehdi Ghayedi                                                                     | Cap: M.Taremi                                                       |
| 6-6-2024                                                            | Hong Kong                                                           | Hong Kong                                                           | 2 – 4                                                               | Iran                                                                | Qual. Mondiali 2026                                                 | 3 Mehdi Taremi 2 (rig.) Sardar Azmoun                                             | Cap: A.Jahanbakhsh                                                  |
| 11-6-2024                                                           | Tehran                                                              | Iran                                                                | 0 – 0                                                               | Uzbekistan                                                          | Qual. Mondiali 2026                                                 | -                                                                                 | Cap: A.Jahanbakhsh                                                  |
| 5-9-2024                                                            | Isfahan                                                             | Iran                                                                | 1 – 0                                                               | Kirghizistan                                                        | Qual. Mondiali 2026                                                 | Mehdi Taremi                                                                      | Cap: M.Taremi                                                       |
| 10-9-2024                                                           | Al Ain                                                              | Emirati Arabi Uniti                                                 | 0 – 1                                                               | Iran                                                                | Qual. Mondiali 2026                                                 | Mehdi Ghayedi                                                                     | Cap: A.Jahanbakhsh                                                  |
| 10-10-2024                                                          | Tashkent                                                            | Uzbekistan                                                          | 0 – 0                                                               | Iran                                                                | Qual. Mondiali 2026                                                 | -                                                                                 | Cap: A.Jahanbakhsh                                                  |
| 15-10-2024                                                          | Tehran                                                              | Iran                                                                | 4 – 1                                                               | Qatar                                                               | Qual. Mondiali 2026                                                 | 2 Sardar Azmoun 2 Mohammad Mohebi                                                 | Cap: M.Taremi                                                       |
| Totale                                                              |                                                                     | Presenze                                                            | 45                                                                  |                                                                     | Reti                                                                | 102                                                                               |                                                                     |

## Palmarès

### Giocatore

#### Competizioni nazionali
- Qatar Stars League: 2

Al-Sadd: 1987-1988, 1988-1989
- Emir of Qatar Cup: 1

Al-Sadd: 1987-1988
- Campionato iraniano: 1

Esteghlal: 1989-1990

#### Competizioni internazionali
- AFC Champions League: 1

Al-Sadd: 1988-1989

### Allenatore

#### Competizioni nazionali
- Campionato iraniano: 4

Esteghlal: 2005-2006, 2008-2009
Sepahan: 2009-2010, 2010-2011

#### Nazionale
- CAFA Nations Cup: 1

Iran: 2023